# Parapsyche shikotsuensis
Parapsyche shikotsuensis là một loài Trichoptera trong họ Hydropsychidae. Chúng phân bố ở miền Cổ bắc.